# Lutcher
Lutcher és una població dels Estats Units a l'estat de Louisiana. Segons el cens del 2000 tenia 3.735 habitants.

## Demografia
Segons el cens del 2000, Lutcher tenia 3.735 habitants, 1.252 habitatges, i 986 famílies. La densitat de població era de 427,9 habitants/km².
Dels 1.252 habitatges en un 36,1% hi vivien nens de menys de 18 anys, en un 54,9% hi vivien parelles casades, en un 19,9% dones solteres, i en un 21,2% no eren unitats familiars. En el 18,9% dels habitatges hi vivien persones soles el 7,9% de les quals corresponia a persones de 65 anys o més que vivien soles. El nombre mitjà de persones vivint en cada habitatge era de 2,9 i el nombre mitjà de persones que vivien en cada família era de 3,33.
Per edats la població es repartia de la següent manera: un 26,7% tenia menys de 18 anys, un 10% entre 18 i 24, un 25,5% entre 25 i 44, un 23,8% de 45 a 60 i un 14% 65 anys o més.
L'edat mediana era de 36 anys. Per cada 100 dones de 18 o més anys hi havia 85,1 homes.
La renda mediana per habitatge era de 34.167 $ i la renda mediana per família de 42.317 $. Els homes tenien una renda mediana de 40.769 $ mentre que les dones 22.257 $. La renda per capita de la població era de 15.129 $. Entorn del 21,1% de les famílies i el 23,1% de la població estaven per davall del llindar de pobresa.

## Poblacions més properes
El següent diagrama mostra les poblacions més properes.